# Prawo kaplicy
Prawo kaplicy, zwane też prawem do kaplicy (fr. droit de chapelle) – zwyczajowe prawo misji dyplomatycznej do urządzenia w swych pomieszczeniach miejsca przeznaczonego do odbywania nabożeństw i wykonywania innych praktyk religijnych. Urządzenie kaplicy w misji jest dopuszczalne, gdy znajduje się ona wewnątrz pomieszczeń misji i jest przeznaczona przede wszystkim dla jej personelu, a w szczególności nie jest otwarta dla społeczeństwa państwa przyjmującego.
Prawo kaplicy miało być przejawem tolerancji religijnej, a jednocześnie wyjątkiem od zasady "Cuius regio, eius religio". Historycznie prawo to wywodziło się stąd, iż władca katolicki zezwalał posłom protestanckim na posiadanie kaplicy protestanckiej, zaś władca protestancki - analogicznie zezwalał dyplomatom katolickim na urządzenie kaplicy katolickiej.